# WE League
Die WE League (WEリーグ), kompletter Titel Japan Women’s Empowerment Professional Football League, ist die englische Eigenübersetzung der „japanischen Frauenprofifußballliga“, Nihon joshi pro soccer league (jp. 日本女子プロサッカーリーグ Nihon Joshi Puro Sakkā Rīgu), ist eine im Jahr 2021 gestartete professionelle Fußballliga im japanischen Frauenfußball.
Sie löste zur Saison 2021/22 die Nihon Joshi Soccer League als höchste Liga des Landes ab.

## Geschichte
Der japanische Fußballverband kündigte die WE League am 3. Juni des Jahres 2020 als neue höchste Spielklasse im japanischen Frauenfußball an. Sie ersetzte zum Herbst des Jahres 2021 die semi-professionelle Nadeshiko League als erste Liga des Landes. Die erste Geschäftsführerin der neu gegründeten WE League wurde die ehemalige japanische Fußballspielerin Kikuko Okajima.
17 Mannschaften bewarben sich für die Teilnahme an der WE League, ehe im Oktober des Jahres 2020 elf Vereine als Gründungsmitglieder bekannt gegeben wurden. Sieben dieser Gründungsvereine sind Klubs angehörig, die in der höchsten japanischen Liga im Männerfußball, der J1 League, aktiv sind.
Kikuko Okajima wurde im September des Jahres 2022 durch die ehemalige Präsidentin des Fußballklubs V-Varen Nagasaki, Haruna Takata, als Geschäftsführerin ersetzt, nachdem Okajima ihren Rücktritt ankündigte.
Zur Saison 2023/24 stieg mit Cerezo Ōsaka eine zwölfte Mannschaft aus der Nadeshiko League in die WE League auf.

## Format
Die zwölf Mannschaften, die an der WE League teilnehmen, spielen in einem Doppelrundenturnier mit Hin- und Rückspielen, den nationalen Meister aus. Anders als bei der Nadeshiko League, wird die Meisterschaft nicht innerhalb eines Jahres ausgespielt, sondern über den Jahreswechsel hinweg, wie es zum Beispiel in den meisten europäischen Ligen üblich ist. Ähnlich wie in der US-amerikanischen NWSL gibt es keine sportlichen Absteiger in die Nadeshiko League, allerdings ist es in den ersten Jahren möglich aus der Nadeshiko League in die WE League aufzusteigen, bis eine gewisse Sollstärke erreicht ist.
Jede Mannschaft, die an der WE League teilnimmt, muss mindestens fünf Spielerinnen mit professionellen Verträgen ausstatten, die nicht an einem Salary Cap gebunden sind. Um die Professionalität der Liga und im japanischen Frauenfußball zu gewährleisten subventioniert die Japan Football Association die Gehälter von Spielerinnen, die aus dem südasiatischen Fußballverband in die WE League wechseln, während die Liga die Gehälter von Spielerinnen aus den besten Nationen der FIFA bezuschusst. Die Liga rekrutiert aktiv Spielerinnen aus den besten Fußballverbänden, darunter auch aus Deutschland, Frankreich und den Vereinigten Staaten. Dabei stellt die Liga weitere Zuwendungen zur Verfügung, etwa die Kosten für Dolmetscher, um die Internationalisierung des Wettbewerbs voranzutreiben.

## Teams
| Verein                     | Beheimatet in                  | Stadion                                      | Kapazität       |
| -------------------------- | ------------------------------ | -------------------------------------------- | --------------- |
| INAC Kōbe Leonessa         | Kōbe, Hyōgo                    | Noevir Stadium Kobe                          | 30.132          |
| Urawa Red Diamonds         | Saitama, Saitama               | Urawa Komaba Stadium                         | 21.500          |
| NTV Beleza                 | Tokio, Tokio                   | verschiedene                                 | unterschiedlich |
| JEF United Chiba           | Ichihara, Chiba                | Ichihara Seaside Stadium                     | 14.051          |
| MyNavi Sendai              | Sendai, Miyagi                 | Yurtec Stadium Sendai                        | 19.694          |
| Sanfrecce Hiroshima Regina | Hiroshima, Präfektur Hiroshima | Hiroshima Koiki Park Football Stadium No.1   | 10.000          |
| AC Nagano Parceiro         | Nagano, Nagano                 | Minami Nagano Sports Park Stadium            | 15.491          |
| Albirex Niigata            | Niigata, Niigata               | Niigata City Athletic Stadium                | 18.671          |
| Ōmiya Ardija Ventus        | Saitama, Saitama               | NACK5 Stadium Ōmiya                          | 15.500          |
| Nojima Stella Kanagawa     | Sagamihara, Kanagawa           | Sagamihara Gion Stadium                      | 11.808          |
| Chifure AS Elfen Saitama   | Saitama und Kawagoe, Saitama   | NACK5 Stadium Ōmiya Kawagoe Athletic Stadium | 15.500 8.500    |
| Cerezo Ōsaka               | Ōsaka, Ōsaka                   | Yodoko Sakura Stadium                        | 24.481          |

## Bisherige Meister
| Saison  | Meister            | Titel (gesamt)                               | Zuschauer (gesamt) | Zuschauer (Durchschnitt) |
| ------- | ------------------ | -------------------------------------------- | ------------------ | ------------------------ |
| 2021/22 | INAC Kōbe Leonessa | Erster WE-League-Titel (4. Titel insgesamt)  | –                  | –                        |
| 2022/23 | Urawa Red Diamonds | Erster WE-League-Titel (5. Titel insgesamt)  | 134.424            | 1.344                    |
| 2023/24 | Urawa Red Diamonds | Zweiter WE-League-Titel (6. Titel insgesamt) | 124.207            | 1.568                    |
| 2024/25 | nächste Spielzeit  |                                              |                    |                          |